# Odontocolon alaskense
Odontocolon alaskense là một loài tò vò trong họ Ichneumonidae.